# فرد ألي
فرد ألي (بالإنجليزية: Fred Alley)‏ هو كاتب أغاني ومغني وشاعر أمريكي، ولد في 1962، وتوفي في 2001 بسبب نوبة قلبية.

## وصلات خارجية
- فرد ألي على موقع ميوزك برينز (الإنجليزية)